# Peter Felser
Peter Felser (nascido em 20 de setembro de 1969) é um político alemão da Alternativa para a Alemanha (AfD) e desde 2017 membro do Bundestag.

## Vida e política
Felser nasceu em 1969 na cidade bávara de Dillingen an der Donau e estudou na Bundeswehr University Munich.
Felser entrou na AfD em 2015 e depois das eleições federais alemãs de 2017 tornou-se membro do Bundestag.
Felser nega o consenso científico sobre as mudanças climáticas.